# (5888) Ruders
(5888) Ruders est un astéroïde de la ceinture principale.
Il porte le nom du
compositeur et organiste danois Poul Ruders.

## Description
(5888) Ruders est un astéroïde de la ceinture principale. Il fut découvert le 7 novembre 1978 à l'Observatoire Palomar par Eleanor Francis Helin et Schelte J. Bus. Il présente une orbite caractérisée par un demi-grand axe de 2,84 UA, une excentricité de 0,10 et une inclinaison de 1,3° par rapport à l'écliptique.